# Alfons Ròcaferrier
Alfons Ròcaferrier (Montpeller, 1844-1907) fou un escriptor occità. El 1870 col·laborà amb el baró Charles de Tourtolon per fundar la Revue des langues romanes. Fou majoral del felibritge. Inspirat per l'anhel de la unitat entre els pobles llatins, el 1878 organitzà les Festes Llatines de Montpeller, on els catalans, italians i romanesos fraternitzaren amb els occitans. El 1892 fundà el Felibritge llatí i cap a la darreria de la seva vida convertí el Iòu de Pascas en paladí de l'oposició al felibritge oficial.